# Буча (село)
Бу́ча (укр. Буча) — село, входит в Бучанский район (до 2020 года в Киево-Святошинский район) Киевской области Украины.
Население по переписи 2001 года составляло 144 человека. Почтовый индекс — 08105. Телефонный код — 4598. Занимает площадь 0,241 км². С 2020 года входит в состав Дмитровской сельской объединенной территориальной общине. 

## Местный совет
08120, Київська обл., Бучанський  р-н, с. Гурівщина, вул. Київська, 78/1